# Villiers-le-Bâcle
Villiers-le-Bâcle ist eine französische Gemeinde mit 1954 Einwohnern (Stand 1. Januar 2022) im Département Essonne in der Region Île-de-France. Die Gemeinde gehört zum Arrondissement Palaiseau und zum Kanton Gif-sur-Yvette (bis 2015: Kanton Bièvres). Die Einwohner werden Villebaclais genannt.

## Geographie
Villiers-le-Bâcle liegt rund 21 Kilometer südwestlich von Paris. Umgeben wird Villiers-le-Bâcle von den Nachbargemeinden Toussus-le-Noble im Norden, Saclay im Osten, Saint-Aubin im Südosten, Gif-sur-Yvette im Süden, Saint-Rémy-lès-Chevreuse im Südwesten sowie Châteaufort im Westen.

## Bevölkerungsentwicklung
| Jahr                      | 1962 | 1968 | 1975 | 1982 | 1990 | 1999 | 2006 | 2013 |
| Einwohner                 | 238  | 256  | 225  | 750  | 953  | 1093 | 1156 | 1237 |
| Quelle: Cassini und INSEE |      |      |      |      |      |      |      |      |

## Gemeindepartnerschaften
Mit der britischen Gemeinde Bildeston in Suffolk (England) seit 1989 und mit der kanadischen Gemeinde Waterville in der Provinz Québec bestehen Partnerschaften.

## Sehenswürdigkeiten
- Schloss Villiers-le-Bâcle aus dem 17. Jahrhundert, seit 1946 Monument historique
- Atelier Foujita, seit 1994 Monument historique, Haus des Malers Tsugouharu Foujita

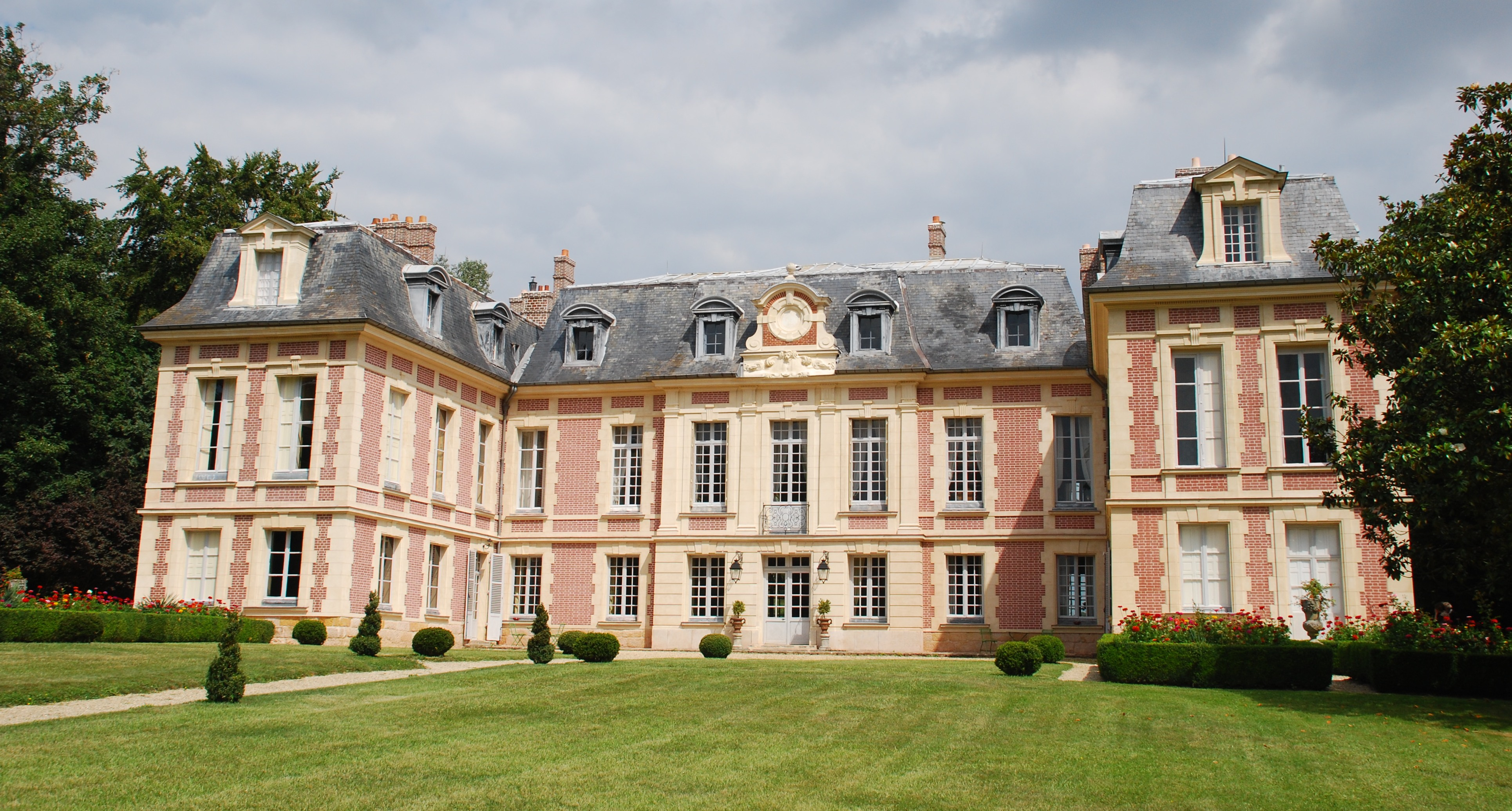
Schloss Villiers-le-Bâcle

- Waschhaus